# Clash Mini
 (novembre 2021).
La mise en forme du texte ne suit pas les recommandations de Wikipédia : il faut le « wikifier ».
Les points d'amélioration suivants sont les cas les plus fréquents. Le détail des points à revoir est peut-être précisé sur la page de discussion.
- Les titres sont pré-formatés par le logiciel. Ils ne sont ni en capitales, ni en gras.
- Le texte ne doit pas être écrit en capitales (les noms de famille non plus), ni en gras, ni en italique, ni en « petit »…
- Le gras n'est utilisé que pour surligner le titre de l'article dans l'introduction, une seule fois.
- L'italique est rarement utilisé : mots en langue étrangère, titres d'œuvres, noms de bateaux, etc.
- Les citations ne sont pas en italique mais en corps de texte normal. Elles sont entourées par des guillemets français : « et ».
- Les listes à puces sont à éviter, des paragraphes rédigés étant largement préférés. Les tableaux sont à réserver à la présentation de données structurées (résultats, etc.).
- Les appels de note de bas de page (petits chiffres en exposant, introduits par l'outil «  Source ») sont à placer entre la fin de phrase et le point final[comme ça].
- Les liens internes (vers d'autres articles de Wikipédia) sont à choisir avec parcimonie. Créez des liens vers des articles approfondissant le sujet. Les termes génériques sans rapport avec le sujet sont à éviter, ainsi que les répétitions de liens vers un même terme.
- Les liens externes sont à placer uniquement dans une section « Liens externes », à la fin de l'article. Ces liens sont à choisir avec parcimonie suivant les règles définies. Si un lien sert de source à l'article, son insertion dans le texte est à faire par les notes de bas de page.
- La présentation des références doit suivre les conventions bibliographiques. Il est recommandé d'utiliser les modèles {{Ouvrage}}, {{Chapitre}}, {{Article}}, {{Lien web}} et/ou {{Bibliographie}}. Le mode d'édition visuel peut mettre en forme automatiquement les références.
- Insérer une infobox (cadre d'informations à droite) n'est pas obligatoire pour parachever la mise en page.

Pour une aide détaillée, merci de consulter Aide:Wikification.
Si vous pensez que ces points ont été résolus, vous pouvez retirer ce bandeau et améliorer la mise en forme d'un autre article.
Clash Mini est un jeu vidéo de plateau virtuel et de stratégie développé par l'entreprise finlandaise Supercell basée sur l'univers de Clash of Clans et de Clash Royale, deux jeux du même éditeur.
Il est annoncé par le studio de développement le 2 avril 2021 sur leur chaîne YouTube de Clash of Clans. La firme a aussi annoncé en même temps l'arrivée de deux autres jeux, Clash Quest et Clash Heroes. Supercell annonce la fin du développement du jeu le 28 mars 2024 et la fermeture des serveurs pour fin avril de la même année.

## Système de jeu

### Déroulement d'un combat
Le déroulement d'un combat s'inspire du système de jeu d'un auto battler tel que Dota Auto Chess (en) : le début de chaque manche commence par la phase de préparation. Chaque joueur place ses troupes, les "minis" et le héros. Dès cette phase terminée, le combat commence et les troupes s'affrontent contre celles de l'adversaire. La manche est remportée par le joueur qui terrasse les troupes de son adversaire.
| Troupe               | Description | Coût Élixir |
| -------------------- | --- | ----------- |
| Archère              | "L'archère tire une flèche sur les ennemis éloignés." | 2           |
| Barbare              | "Le barbare n'est pas difficile quand il s'agit de choisir ses cibles - il est heureux de frapper l'ennemi le plus proche, quel qu'il soit."                                     | 2           |
| Mini Pekka           | "Le Mini Pekka détruit les ennemis rapidement." | 3           |
| Mousquetaire         | "La mousquetaire fait s'envoler les ennemis avec son boulet de canon." | 3           |
| Électro Sorcier      | "L'électro Sorcier en fait disjoncter plus d'un." | 4           |
| Mineur               | "Il se faufile derrière les lignes ennemies en créant son tunnel comme une taupe."                                                                                               | 2           |
| Gobelin à lance      | "Avec sa première lance le gobelin peut expulser les ennemis dans l'air." | 2           |
| Prince               | "Il charge les ennemis." | 4           |
| Bûcheron             | "Il attaque les adversaires avec une rapidité fulgurante. Une fois mort, il lance un sort de rage."                                                                              | 3           |
| Bouliste             | Au début de la manche le bouliste lance une boule dans sa rangée qui étourdira tous les ennemis qui s'y trouvent."                                                               | 3           |
| Sorcier              | "Le sorcier lance des boules de feu qui toucheront plusieurs adversaires en même temps."                                                                                         | 2           |
| Gobelin à Sarbacane  | "Court vite, tire vite et mâche du chewing-gum." | 3           |
| Archer Magique       | "Mi-Sorcier, Mi-Archer, il tire une flèche magique qui traverse tous les ennemis sur son passage."                                                                               | 4           |
| Chevalier            | "Un spécialiste du combat rapproché cousin charmant et cultivé du barbare." | 2           |
| Squelette Géant      | "Le squelette géant transporte une bombe qui explose quand il meurt et elle étourdit les ennemis à proximité."                                                                   | 3           |
| Guérisseuse Armée    | "À chaque attaque elle active son aura de guérison et restaure ses points de vie et ceux de ses alliés."                                                                         | 4           |
| P.E.K.K.A            | "Un combattant de mêlée peu rapide pourvu d'une épaisse armure. Impulsif mais sacrément percutant."                                                                              | 4           |
| Valkyrie             | "Combattante de mêlée et efficace qui inflige des dégâts de zone autour d'elle."                                                                                                 | 3           |
| Garde                | "Un sac d'os impitoyable armé d'un bouclier. Enlevez-lui son bouclier et qu'est-ce qu'il reste ? Un sac d'os impitoyable."                                                       | 2           |
| Sorcier de Glace     | "Ce magicien lance sur les ennemis des éclats de glace qui ralentissent leur vitesse de déplacement et d'attaque."                                                               | 2           |
| Méga Chevalier       | "Il atterrit avec une force inouïe, puis étourdi les ennemis en leur infligeant d'énormes dégâts de zone."                                                                       | 4           |
| Guérisseur           | "Mi-Archer, Mi-Guérisseuse armée, le Guérisseur attaque les unités à distance. Une fois sa jauge remplie, il peut soigner des personnages avec sa lance comme l'archer magique." | 3           |
| Fantôme Royal        | "Permet de rendre invisible des troupes, une fois sa jauge remplie, il devient à son tour invisible."                                                                            | 3           |
| chevaucher de cochon | saute sur les ennemis qui se trouvent le plus loins, leur infligeant 4 dommage et les étourdissant pendant 2s                                                                    | 3           |
| Adepte des cibles    | peut se déplacer une fois par tour, laissant derrière lui une cible. | 2           |
| Chompy               | gagne 30% de vitesse d'attaque et 10% de déplacement pour chaque alliés KO | 3           |
| Géant                | gagne 15 HP par round | 4           |
| Diffuseur            | peut être supprimé du combat pour gagner 10 elixir (si il à trois étoiles) | 2           |

| Héros                | Description                                     | Capacité                                                          |
| -------------------- | ----------------------------------------------- | ----------------------------------------------------------------- |
| Roi des barbares     | dégât par coup: 1 HP: 16 coup par seconde: 0.85 | lv1: Le fer d'abord lv4: meneur né lv8: endurance                 |
| gardien au bouclier  | dégât par coup: 1 HP: 19 Coup par seconde: 0.45 | lv1: bouclier magique lv4: bouclier magnétique lv8: volonté       |
| Monk                 | dégât par coup: 1 HP: 14 Coup par seconde: 0.9  | lv1: faiseur de paix lv4: paume mythique lv8: paix final          |
| reine des archers    | dégât par coup: 1 HP: 7 Coup par seconde: 1.1   | lv1: arbalète lv4: inspirer lv8: rage de la reine                 |
| la comtesse          | dégât par coup: 1 HP: 9 Coup par seconde: 1     | lv1: libéré lv4: festin lv8: craindre                             |
| la championne royale | dégât par coup: 1 HP: 11 Coup par seconde: 0.7  | lv1: lancer de bouclier lv4: lancer épique lv8: solitaire         |
| roi des squelettes   | dégât par coup: 2 HP: 14 Coup par seconde: 0.35 | lv1: pop effrayante lv4: comment oses-tu ! lv8: je suis de retour |
| maitre des vagues    | dégât par coup: 1 HP: 13 Coup par seconde: 0.6  | lv1: raz de marée lv4: amoureux du chaos lv8: grève des vagues    |

### Modes de jeu
Il existe deux modes de jeu : le "Duel" et le "Rumble".
- Le "Duel" est un combat en format 1v1. Pour gagner, il faut remporter 3 manches.
- Le "Rumble" voit s'affronter 8 joueurs. Le combat se déroule en 2 phases: une phase de poule et une phase à élimination directe. Dans chaque poule, les 4 combattants s'affrontent. À l'issue des 3 premières manches, les 2 premiers de chaque groupe sont qualifiés. Ensuite, il faut remporter les demi-finale et la finale pour gagner le combat. Si ce mode de jeu permet au vainqueur de remporter de plus gros gains que le "Duel", il est également plus difficile de gagner.

### Clans
Les Clans sont apparus sur Clash Mini le 7 mars 2022 à l'arrivée de la saison 2. Le nombre maximum de joueurs est de 30 personnes.

### Raids
Les raids permettent de gagner des récompenses (gemmes, pièces), de faire des défis. Les raids durent 24h et on peut les relancer directement autant de fois que l'on le souhaite le maximum de participant à un raid est 5 personnes.

## Saisons
| Saison                | Début de la saison | Fin de la saison                                                                | Ajout début de saison                                                                                        |
| --------------------- | ------------------ | ------------------------------------------------------------------------------- | --- |
| Saison 1 (Pré-saison) | 8 novembre 2021    | 7 mars 2022                                                                     | Première saison: 4 arènes, 21 minis, 6 héros                                                                 |
| Saison 2              | 7 mars 2022        | 16 mai 2022                                                                     | Une nouvelle arène, 4 nouveaux minis et 1 nouvel héros et arrivée des clans                                  |
| Saison 3              | 16 mai 2022        | 18 juillet 2022                                                                 | Une nouvelle arène, 1 nouveau mini et 1 nouvel héros                                                         |
| Saison 4              | 18 juillet 2022    | 28 novembre                                                                     | Arrivée d'un nouveau mode de jeu les expéditions, ajout de niveaux pour les clans le maximum est le niveau 4 |
| Saison 5              | 28 novembre 2022   | Arrivée des emotes, refonte des améliorations et arrivée des gizmos (bâtiments) | |

/Fin du jeux

## Développement
Le 2 avril 2021, le jeu est annoncé par Supercell sur YouTube.
Le 8 novembre 2021, le jeu sort en bêta uniquement en Finlande, Danemark, Norvège, Islande, Suède et au Canada. Il est disponible le 16 novembre à Singapour. Le 8 mars 2022, Clash Mini annonce son arrivée au Sri Lanka, aux Philippines et à Hong Kong. 
Clash Mini est disponible en Australie et Nouvelle-Zélande le 5 décembre 2022.
Aucune date précise n'a été donné à ce jour pour sa sortie en France
Le 21 février 2022, Supercell annonce sur leur chaîne YouTube Clash Mini l'arrivée prochaine de la saison 2 et de 4 nouveaux minis et 1 nouvel héros.